# Дружна (Курська область)
Дружна (рос. Дружная) — присілок в Курчатовському районі Курської області Російської Федерації.
Населення становить 526 осіб. Входить до складу муніципального утворення Дружненська сільрада.

## Історія
Населений пункт розташований на території українського етнічного та культурного краю Східна Слобожанщина.
Від 2004 року входить до складу муніципального утворення Дружненська сільрада.

## Населення
| 2002 | 2010 |
| ---- | ---- |
| 616  | ↘526 |